# Antônio Calado
Antônio Carlos Calado (Niterói, 26 de enero de 1917 — Río de Janeiro, 28 de enero de 1997) fue un periodista, escritor y dramaturgo brasileño.

## Biografía
Nacido en Niterói (RJ), en 1917, Antônio Carlos Calado comenzó a escribir en periódicos desde su juventud. A pesar de haberse formado en Derecho (1939), nunca ejerció actividad alguna en el área jurídica. De su boda en 1943 con Jean Maxine Watson, inglesa, operaria de la BBC, tuvo tres hijos, entre ellos la actriz Tessy Calado. En 1976, se casó con Ana Arruda. Murió dos días después de cumplir los 80 años.

## Trayectoria
Redactor en la prensa diaria en el período que va de 1937 a 1941, en los periódicos cariocas O Globo y Correo de la Mañana, en 1941, en plena Segunda Guerra Mundial, se trasladó a Londres, donde trabajó para la BBC hasta 1947. Tras la liberación de París, trabajó en el servicio brasileño de la Radiodiffusion française.
En Europa descubre "su tremendo hambre de Brasil". Lee incansablemente literatura brasileña y alimenta el deseo de conocer el interior del país. A su regreso, satisface ese deseo al hacer grandes reportajes por el Nordeste, por el Parque Indígena de Xingu o sobre Francisco Julião, Miguel Arraes y otras.
Actuó como redactor jefe del Correio da Manhã de 1954 a 1960, cuando fue contratado por la Enciclopedia Británica para dirigir el equipo que elaboró la primera edición de la Enciclopedia Barsa, publicada en 1963. Redactor del Jornal do Brasil, cubrió, en 1968, la Guerra de Vietnam. En 1974, da clases en las universidades de Cambridge, en Gran Bretaña, y Columbia, en Estados Unidos. En 1975, cuando trabajaba en el Jornal do Brasil, deja la rutina de las redacciones para dedicarse por entero a la literatura.

## Producción literaria
Calado se estrenó en literatura en 1951, pero su producción en la década de 1950 consiste básicamente en piezas teatrales, todas estrenadas con enorme éxito de crítica y público. Pero la de mayor éxito fue Pedro Mico, dirigida por Paulo Francis, con el arquitecto Oscar Niemeyer en inusitada incursión por la escenografía, y Milton Moraes como actor protagonista. Fue transformada en una película protagonizada por el archifamoso futbolista brasileño Pelé.
La producción de novelas toma impulso en las décadas de 1960 y 1970, período en el que surgen sus trabajos más importantes. Alineado entre los intelectuales que se oponían al régimen militar, habiendo sido detenido dos veces, Calado revela en sus novelas su compromiso político, principalmente en aquella que muchos consideran la novela más comprometida de esas décadas, Quarup.
Calado escribía a mano y mantenía una rutina de trabajo, con horario rígido para todas las actividades, que incluían dos caminadas por día. Mandó hacer una mesita portátil que lo acompañaba por toda la casa, permitiéndole escribir en cualquier lugar. No discutía, ni comentaba su trabajo con nadie, hasta que estuviera finalizado.

## Academia Brasileña de Letras
Fue admitido en la Academia Brasileña de Letras en 1994 y se hizo el cuarto ocupante de la silla 8, en sustitución de Austregésilo de Ataíde, que fue por varias décadas presidente de la Academia.

## Reconocimientos
Recibió varias condecoraciones y premios, en Brasil y en el exterior. 

## Obras
| - O fígado de Prometeu, teatro (1951) - Esqueleto na Lagoa Verde, reportaje (1953) - A assunção de Salviano, novela (1954) - A cidade assassinada, teatro (1954) - Frankel, teatro (1955) - A Madona de Cedro, novela (1957) - Retrato de Portinari, biografía (1957) - Pedro Mico, teatro (1957) - Colar de coral, teatro (1957) - Os industriais da seca, reportaje (1960) - O tesouro de Chica da Silva, teatro (1962) - Forró no Engenho Cananeia, teatro (1964) | - Tempo de Arraes, reportaje (1965) - Quarup, novela (1967) - Vietnã do Norte, reportaje (1969) - Bar Don Juan, novela (1971) - Reflexos do baile, novela (1976) - Sempreviva, novela (1981) - A expedição Montaigne, novela (1982) - A revolta da cachaça, teatro (1983) - Entre o deus e a vasilha, reportaje (1985) - Concerto carioca, novela (1985) - Memórias de Aldenham House, novela (1989) - O homem cordial e outras histórias, cuentos (1993) - Antonio Callado, reportaje (2005). |